# Seznam dílů seriálu Knihovníci
Toto je seznam dílů seriálu Knihovníci. Americký dobrodružný televizní seriál Knihovníci měl premiéru 7. prosince 2014 na stanici TNT.

## Přehled řad
| Řada | Díly | Premiéra v USA     | Premiéra v USA    | Premiéra v ČR      | Premiéra v ČR     |
| Řada | Díly | První díl          | Poslední díl      | První díl          | Poslední díl      |
| ---- | ---- | ------------------ | ----------------- | ------------------ | ----------------- |
| 1    | 10   | 7. prosince 2014   | 18. ledna 2016    | 8. prosince 2014   | 2. února 2015     |
| 2    | 10   | 1. listopadu 2015  | 27. prosince 2015 | 2. listopadu 2015  | 28. prosince 2015 |
| 3    | 10   | 20. listopadu 2016 | 22. ledna 2017    | 14. listopadu 2020 | 12. prosince 2020 |
| 4    | 12   | 13. prosince 2017  | 7. února 2018     | 19. prosince 2020  | 23. ledna 2021    |

## Seznam dílů

### První řada (2014–2015)
| Č. v seriálu | Č. v řadě | Původní název                | Český název             | Režie            | Scénář                         | Premiéra v USA    | Premiéra v ČR     |
| ------------ | --------- | ---------------------------- | ----------------------- | ---------------- | ------------------------------ | ----------------- | ----------------- |
| 1            | 1         | And the Crown of King Arthur | A koruna krále Artuše   | Dean Devlin      | John Rogers                    | 7. prosince 2014  | 8. prosince 2014  |
| 2            | 2         | And the Sword in the Stone   | A meč v kameni          | Dean Devlin      | John Rogers                    | 7. prosince 2014  | 15. prosince 2014 |
| 3            | 3         | And the Horns of a Dilemma   | A rohy rozporu          | Marc Roskin      | Jeremy Bernstein               | 14. prosince 2014 | 22. prosince 2014 |
| 4            | 4         | And Santa's Midnight Run     | A Santova půlnoční pouť | Jonathan Frakes  | Paul Guyot a John Rogers       | 21. prosince 2014 | 29. prosince 2014 |
| 5            | 5         | And the Apple of Discord     | A jablko sváru          | Marc Roskin      | Paul Guyot a Geoffrey Thorne   | 28. prosince 2014 | 5. ledna 2015     |
| 6            | 6         | And the Fables of Doom       | A bajky zkázy           | Jonathan Frakes  | Kate Rorick                    | 4. ledna 2015     | 12. ledna 2015    |
| 7            | 7         | And the Rule of Three        | A pravidlo tří          | Marc Roskin      | Paul Guyot a Kate Rorick       | 11. ledna 2015    | 19. ledna 2015    |
| 8            | 8         | And the Heart of Darkness    | A srdce temnot          | John Harrison    | Geoffrey Thorne                | 11. ledna 2015    | 26. ledna 2015    |
| 9            | 9         | And the City of Light        | A město světla          | Tawnia McKiernan | John Rogers a Jeremy Bernstein | 18. ledna 2015    | 2. února 2015     |
| 10           | 10        | And the Loom of Fate         | A Vlákna osudu          | Jonathan Frakes  | John Rogers                    | 18. ledna 2015    | 2. února 2015     |

### Druhá řada (2015)
| Č. v seriálu | Č. v řadě | Původní název                    | Český název               | Režie           | Scénář                                   | Premiéra v USA     | Premiéra v ČR      |
| ------------ | --------- | -------------------------------- | ------------------------- | --------------- | ---------------------------------------- | ------------------ | ------------------ |
| 11           | 1         | And the Drowned Book             | A utopená kniha           | Marc Roskin     | John Rogers a Paul Guyot                 | 1. listopadu 2015  | 2. listopadu 2015  |
| 12           | 2         | And the Broken Staff             | A zlomená hůl             | Marc Roskin     | Alexa Alemanni, Joe Boothe a Holly Moyer | 1. listopadu 2015  | 9. listopadu 2015  |
| 13           | 3         | And What Lies Beneath the Stones | A co se skrývá pod kameny | Marc Roskin     | Alexa Alemanni a Joe Boothe              | 8. listopadu 2015  | 16. listopadu 2015 |
| 14           | 4         | And the Cost of Education        | A cesta vzdělání          | Courtney Rowe   | Kate Rorick                              | 15. listopadu 2015 | 23. listopadu 2015 |
| 15           | 5         | And the Hollow Men               | A dutí lidé               | Noah Wyle       | Geoffrey Thorne                          | 22. listopadu 2015 | 30. listopadu 2015 |
| 16           | 6         | And the Infernal Contract        | A pekelná smlouva         | Jonathan Frakes | Paul Guyot a Holly Moyer                 | 29. listopadu 2015 | 7. prosince 2015   |
| 17           | 7         | And the Image of Image           | A obraz obrazu            | Emile Levisetti | Paul Guyot                               | 6. prosince 2015   | 14. prosince 2015  |
| 18           | 8         | And the Point of Salvation       | A okamžik spásy           | Jonathan Frakes | Jeremy Bernstein                         | 13. prosince 2015  | 21. prosince 2015  |
| 19           | 9         | And the Happily Ever Afters      | A šťastné konce           | Rod Hardy       | Geoffrey Thorne a Jeremy Bernstein       | 20. prosince 2015  | 28. prosince 2015  |
| 20           | 10        | And the Final Curtain            | A závěrečná opona         | Marc Roskin     | John Rogers a Paul Guyot                 | 27. prosince 2015  | 28. prosince 2015  |

### Třetí řada (2016–2017)
| Č. v seriálu | Č. v řadě | Původní název                    | Český název           | Režie              | Scénář                                      | Premiéra v USA     | Premiéra v ČR      |
| ------------ | --------- | -------------------------------- | --------------------- | ------------------ | ------------------------------------------- | ------------------ | ------------------ |
| 21           | 1         | And the Rise of Chaos            | Zrození chaosu        | Dean Devlin        | Marco Schnabel a Dean Devlin                | 20. listopadu 2016 | 14. listopadu 2020 |
| 22           | 2         | And the Fangs of Death           | Tesáky smrti          | Marc Roskin        | Rob Wright                                  | 27. listopadu 2016 | 14. listopadu 2020 |
| 23           | 3         | And the Reunion of Evil          | Sraz zla              | Noah Wyle          | Kate Rorick                                 | 4. prosince 2016   | 21. listopadu 2020 |
| 24           | 4         | And the Self-Fulfilling Prophecy | Samonaplňovací věštba | Dean Devlin        | Tom MacRae                                  | 11. prosince 2016  | 21. listopadu 2020 |
| 25           | 5         | And the Tears of a Clown         | Klaunovy slzy         | Jonathan Frakes    | Steve Kriozere a Mark A. Altman             | 18. prosince 2016  | 28. listopadu 2020 |
| 26           | 6         | And the Trial of the Triangle    | Záhada trojúhelníku   | Jonathan Frakes    | Noah Wyle                                   | 25. prosince 2016  | 28. listopadu 2020 |
| 27           | 7         | And the Curse of Cindy           | Cindyino prokletí     | Nina Lopez-Corrado | Gareth Roberts                              | 1. ledna 2017      | 5. prosince 2020   |
| 28           | 8         | And the Eternal Question         | Otázka věčnosti       | Noah Wyle          | Kate Rorick a Nicole Ranadive               | 8. ledna 2017      | 5. prosince 2020   |
| 29           | 9         | And the Fatal Separation         | Osudné rozdělení      | Jonathan Frakes    | Rob Wright, Steve Kriozere a Mark A. Altman | 15. ledna 2017     | 12. prosince 2020  |
| 30           | 10        | And the Wrath of Chaos           | Poslední souboj       | Marc Roskin        | Marco Schnabel                              | 22. ledna 2017     | 12. prosince 2020  |

### Čtvrtá řada (2017–2018)
| Č. v seriálu | Č. v řadě | Původní název               | Český název           | Režie           | Scénář                         | Premiéra v USA    | Premiéra v ČR     |
| ------------ | --------- | --------------------------- | --------------------- | --------------- | ------------------------------ | ----------------- | ----------------- |
| 31           | 1         | And the Dark Secret         | A temné tajemství     | Marc Roskin     | Marco Schnabel                 | 13. prosince 2017 | 19. prosince 2020 |
| 32           | 2         | And the Steal of Fortune    | A ukradené štěstí     | Eriq La Salle   | Gary Rosen                     | 13. prosince 2017 | 26. prosince 2020 |
| 33           | 3         | And the Christmas Thief     | A vánoční zloděj      | Noah Wyle       | Nicole Ranadive                | 20. prosince 2017 | 19. prosince 2020 |
| 34           | 4         | And the Silver Screen       | A stříbrné plátno     | Jonathan Frakes | Noah Wyle                      | 20. prosince 2017 | 26. prosince 2020 |
| 35           | 5         | And the Bleeding Crown      | A krvácející koruna   | Marc Roskin     | Tom MacRae                     | 27. prosince 2017 | 2. ledna 2021     |
| 36           | 6         | And the Graves of Time      | A hroby času          | Jonathan Frakes | Marco Schnabel a Larry Stuckey | 27. prosince 2017 | 2. ledna 2021     |
| 37           | 7         | And the Disenchanted Forest | A rozčarovaný les     | Dean Devlin     | Nicole Ranadive a Gary Rosen   | 3. ledna 2018     | 9. ledna 2021     |
| 38           | 8         | And the Hidden Sanctuary    | A tajné útočiště      | Noah Wyle       | Kate Rorick                    | 10. ledna 2018    | 9. ledna 2021     |
| 39           | 9         | And a Town Called Feud      | A město Svárov        | Valerie Weiss   | Tom MacRae                     | 17. ledna 2018    | 16. ledna 2021    |
| 40           | 10        | And Some Dude Named Jeff    | A chlápek jménem Jeff | Lindy Booth     | Marco Schnabel                 | 24. ledna 2018    | 16. ledna 2021    |
| 41           | 11        | And the Trial of the One    | A zkouška jednoho     | Marc Roskin     | Tom MacRae                     | 31. ledna 2018    | 23. ledna 2021    |
| 42           | 12        | And the Echoes of Memory    | A ozvěny paměti       | Dean Devlin     | Kate Rorick                    | 7. února 2018     | 23. ledna 2021    |